# سوفیا توروسیان
سوفیا لوونی توروسیان (ارمنی: Սոֆյա Լևոնի Թորոսյան؛  ۱۳ مارس ۱۹۸۰) یک بازیگر اهل ارمنستان بود. وی بین سال‌های ۲۰۰۴ تا - میلادی فعالیت می‌کرد.

## زندگی‌نامه
وی در ۱۳ مارس ۱۹۸۰ در مسکو به دنیا آمد و از کنسرواتوار دولتی چایکوفسکی مسکو و دانشکده دولتی موسیقی گنیسین فارغ‌التحصیل شد.ک وی از ۲۰۰۴ در تئاتر ارمنی مسکو فعالیت می‌کند 

## یادداشت
1. ↑  Մոսկվայի հայկական թատրոն